# Herman d'Oultromont
Herman Marie Ghislain d'Oultremont (Brussel·les, 2 d'abril de 1882 – Woluwe-Saint-Lambert, 17 de febrer de 1943) va ser un genet belga que va competir a començaments del segle xx.
El 1920 va prendre part en els Jocs Olímpics d'Anvers, on va guanyar la medalla de plata en la prova de salts d'obstacles per equips del programa d'hípica amb el cavall Lord Kitchener i formant equip amb Henri Laame, André Coumans i Herman d'Hestroy.
Va morir en acció durant la Segona Guerra Mundial.